# 薩默維爾島
薩默維爾島（英語：Somerville Island）是南極洲的島嶼，處於貝特洛群島西南面7公里、達布島西北面4.6公里，屬於威廉群島的一部分，由讓-巴蒂斯特·夏古率領的法國探險隊發現，現時由南極條約體系管理。